# Puig de Bolvir
El Puig de Bolvir  és una muntanya de 1.228 metres que es troba al municipi de Bolvir, a la comarca de la Baixa Cerdanya.